# Musée national Adrien-Dubouché
 (janvier 2016).
Le musée national Adrien-Dubouché est un musée national français portant sur la porcelaine de Limoges et l'histoire de la céramique. Fondé en 1845 et situé à Limoges (Haute-Vienne), il faisait partie de la Cité de la céramique - Sèvres et Limoges, avant son intégration en 2025 dans l'établissement public Manufactures nationales - Sèvres & Mobilier national.

## Les collections
Le musée national Adrien-Dubouché conserve près de 18 000 œuvres en céramique (poterie, grès, faïence et porcelaine) et verre de diverses époques, depuis l'Antiquité jusqu'à nos jours, et provenant de diverses civilisations : céramiques de la Grèce antique et de l'Europe, porcelaines chinoises, faïences islamiques, pièces en grès, porcelaines européennes du XVIIe siècle jusqu'à nos jours. Le musée présente également une collection de verres. Les centres verriers de Venise, Nevers et la Bohême s'y trouvent représentés. Le musée conserve par ailleurs une collection publique de porcelaine de Limoges.

## Histoire du musée
Fondé en 1845 par Tiburce Morisot, préfet de la Haute-Vienne et père de la peintre Berthe Morisot, le premier musée de Limoges est initialement abrité dans les locaux de la préfecture, place du Présidial, et a pour mission de constituer une collection : peintures, sculptures, objets d'art sont alors rassemblés par les membres de la Société archéologique et historique du Limousin.
Adrien Dubouché, fils d'un négociant en draps, prend la direction bénévole de l'établissement en 1865 et commence une série de dons afin d'étoffer les collections ; des manufactures de céramique françaises et étrangères transmettent des legs. La ville de Limoges met à sa disposition un hospice d'aliénés désaffecté situé place du Champ-de-Foire : le bâtiment est aménagé pour exposer les collections et accueillir l'école d'arts décoratifs, fondée à l'initiative d'Adrien Dubouché.
En 1875, à la mort de son ami Albert Jacquemart, auteur de l'ouvrage Les Merveilles de la céramique, Adrien Dubouché acquiert sa collection de céramiques constituée de 587 pièces qu'il offre à la ville de Limoges. En reconnaissance de ce don et bien qu'Adrien Dubouché soit encore vivant, le maire de Limoges donne son nom au musée.
À la veille du décès de Dubouché en 1881, le musée et l'école sont nationalisés. Depuis cette date, le musée porte le nom de musée national Adrien-Dubouché. La direction des deux établissements est confiée au directeur de l’école nationale supérieure des arts décoratifs de Paris, Auguste Louvrier de Lajolais. L'architecte parisien Pierre-Henri Mayeux est chargé de la construction de l'école et du musée. Il conçoit deux bâtiments mitoyens inaugurés en 1900.
Au milieu des années 1990, l'école nationale des arts décoratifs de Limoges s'installe sur le campus universitaire.

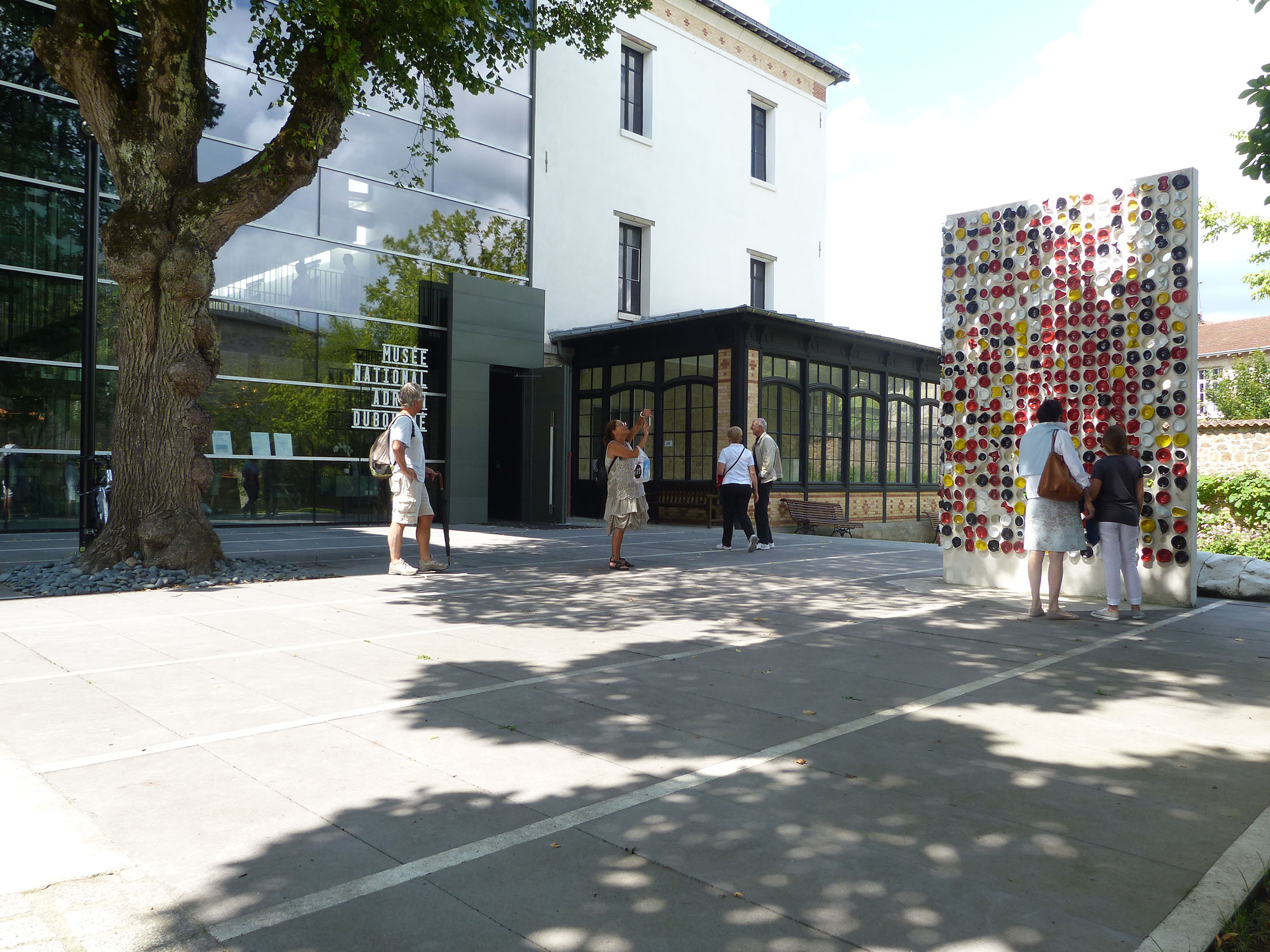
Parvis du musée, avec l'installation de Haguiko et Jean-Pierre Viot.

À l'issue d'un chantier de rénovation, le musée national Adrien-Dubouché a rouvert ses portes en juin 2012. Le musée présente une collection répartie sur quatre niveaux. Le parcours chronologique débute à l´Antiquité gréco-romaine, présente des œuvres de divers continents et civilisations, y compris les créations les plus récentes.
Dédiée aux quatre étapes de fabrication d'une céramique, une « mezzanine des techniques » présente des machines anciennes, des outils ainsi que des objets contemporains.
En 2003, le ministère de la Culture et de la Communication lance un concours international pour la rénovation du musée, remporté par l'architecte viennois Boris Podrecca associé à la muséographe Zette Cazalas: son projet dote le musée d'une entrée différente et d'un espace d'accueil.
Imaginée comme une piazza italienne, l'esplanade située devant la nouvelle façade en verre et porcelaine du musée accueille une œuvre de Haguiko et Jean-Pierre Viot - Une Suite - réalisée dans le cadre du 1 % artistique. L'aménagement des salles d'exposition permanente a été confiée à l'architecte-scénographe Zette Cazalas. Des travaux de rénovation sont lancés en 2009 dans le musée et l'ancienne école afin que ces derniers communiquent au mieux avec le nouvel espace central. Le nouveau musée comprend trois bâtiments.
Le musée a été inauguré le 28 juin 2012.

## L'architecture du musée
L’État accepte, en 1881, de prendre en charge le musée et l'ensemble de ses collections à la demande de la ville de Limoges.
Construit sur deux niveaux, le musée présente une façade à l'italienne et utilise les matériaux de la région ainsi que la céramique architecturale. Le rez-de-chaussée comporte de grandes baies arrondies, tandis que l'étage présente un mur décoré de graffiti et de niches destinées à recevoir les portraits de Limousins.
L'architecte a recours aux structures métalliques internes, résultat des recherches techniques de l'époque et de la révolution industrielle. Les salles du rez-de-chaussée, destinées à présenter les céramiques, sont éclairés par des baies latérales autour desquelles s'agencent les vitrines. Le premier étage dispose d'un éclairage zénithal, de façon à présenter les sculptures et les peintures (aujourd'hui déposées au musée des Beaux-Arts de Limoges).
La décoration intérieure est déjà empreinte du style de l'Art nouveau et se compose de motifs naturalistes stylisés, peints ou en mosaïque, sur le plafond, les sols et les entourages de fenêtres. Le sol du hall d'accueil est recouvert d'une mosaïque, œuvre de Guibert Martin de Saint-Denis. Le musée est décoré par une série de vitraux réalisés par Marcel Delon. Au premier étage se trouve le salon d'honneur, au plafond recouvert d'une peinture décorative appliquée par l'entreprise Rouillard de Paris.
Le bâtiment est classé monument historique en 1992.

## Expositions
- Corée, 1886, Roman d'un voyageur (2016)[6]
- Masséot Abaquesne, entrepreneur et artiste de la Renaissance (2 juin - 25 septembre 2017)[7]
- Entre Chine et Limoges (2018)[8]

## Galerie média
La visite est conçue de façon circulaire selon un parcours chronologique et thématique. Elle débute avec les différentes étapes de fabrication de la porcelaine, puis se réfère à l'histoire de la céramique de l'Antiquité jusqu'à nos jours, pour s'achever autour de la porcelaine de Limoges.

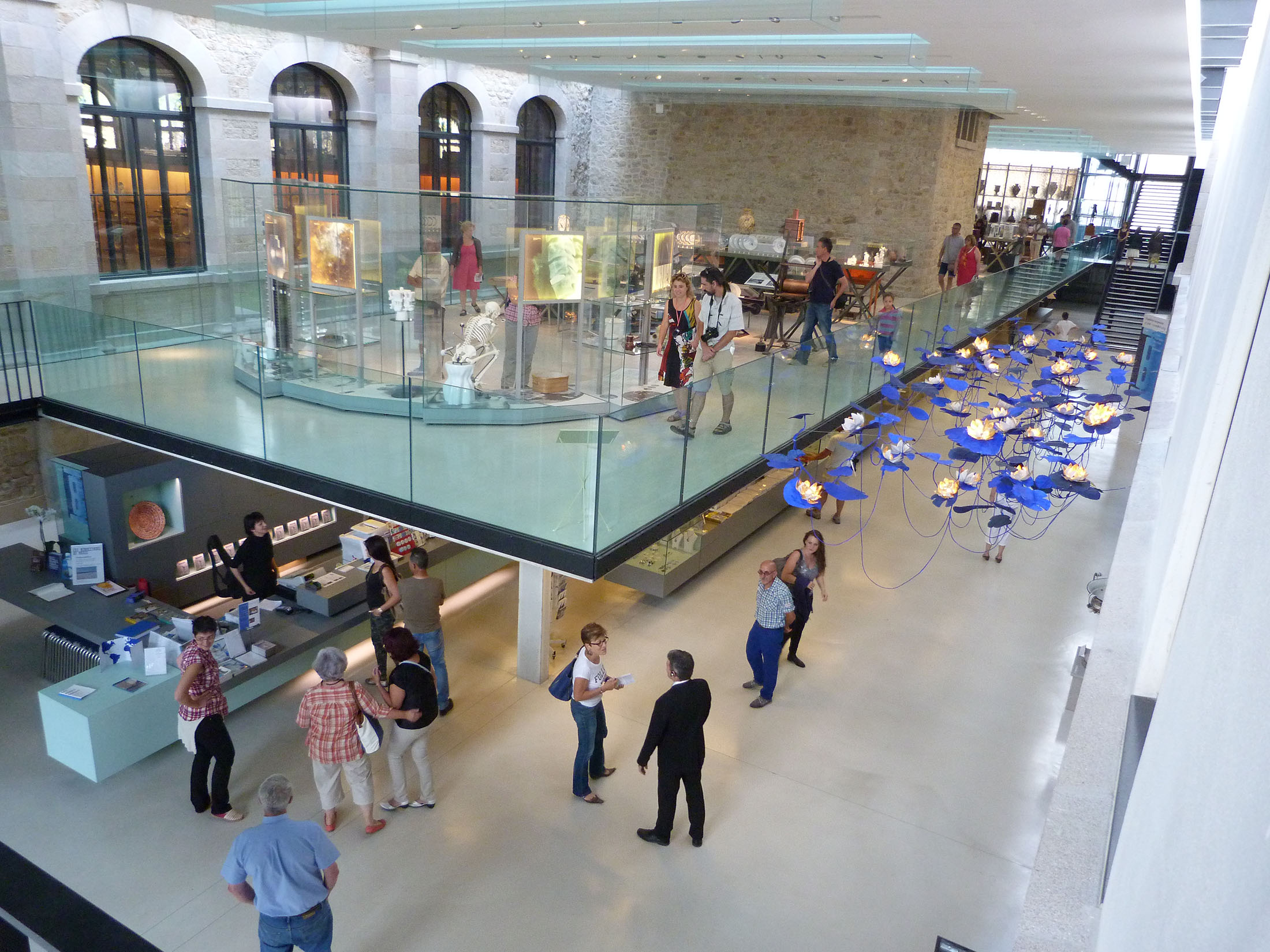
Hall d'accueil.
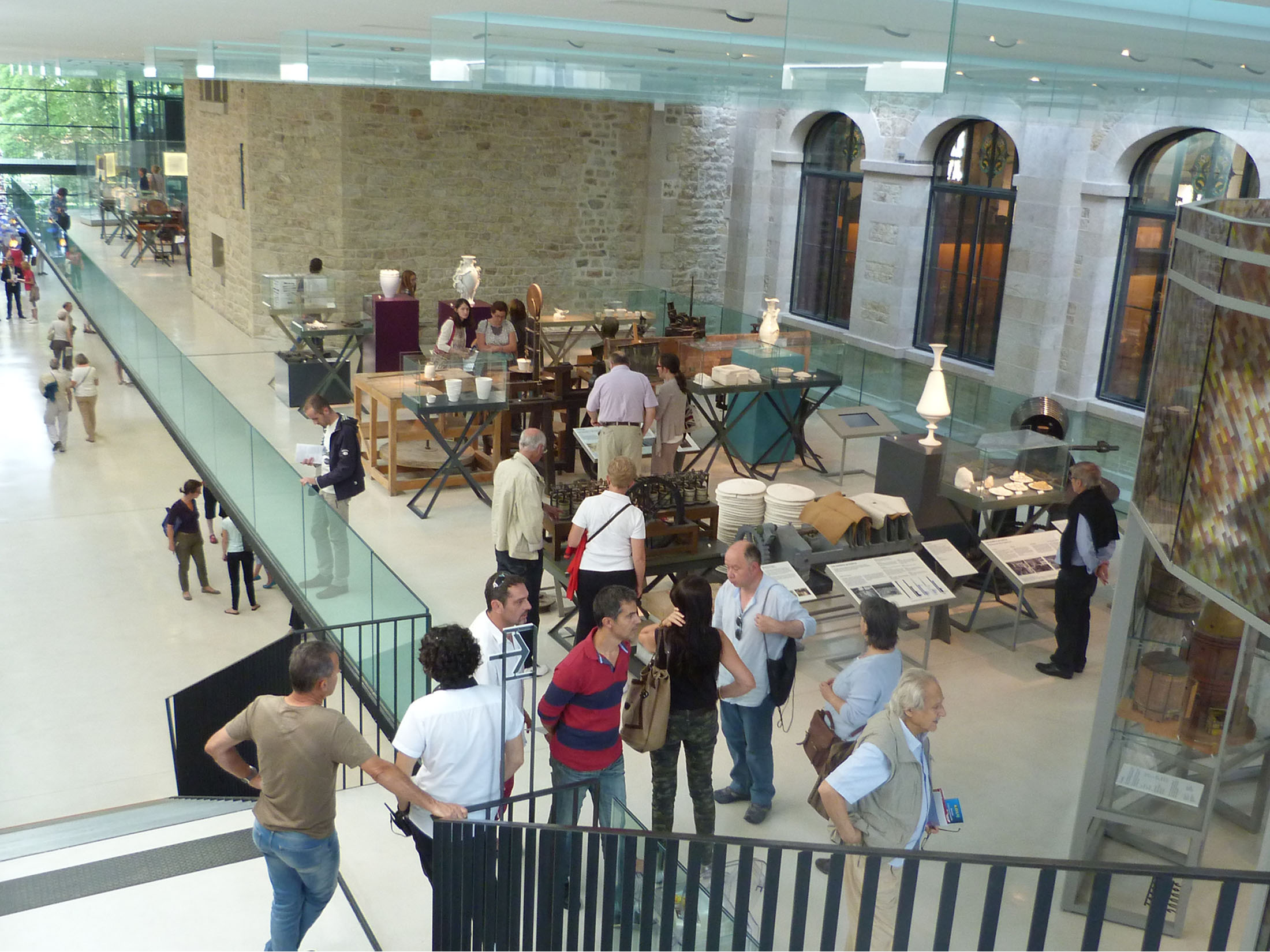
La « mezzanine des techniques ».
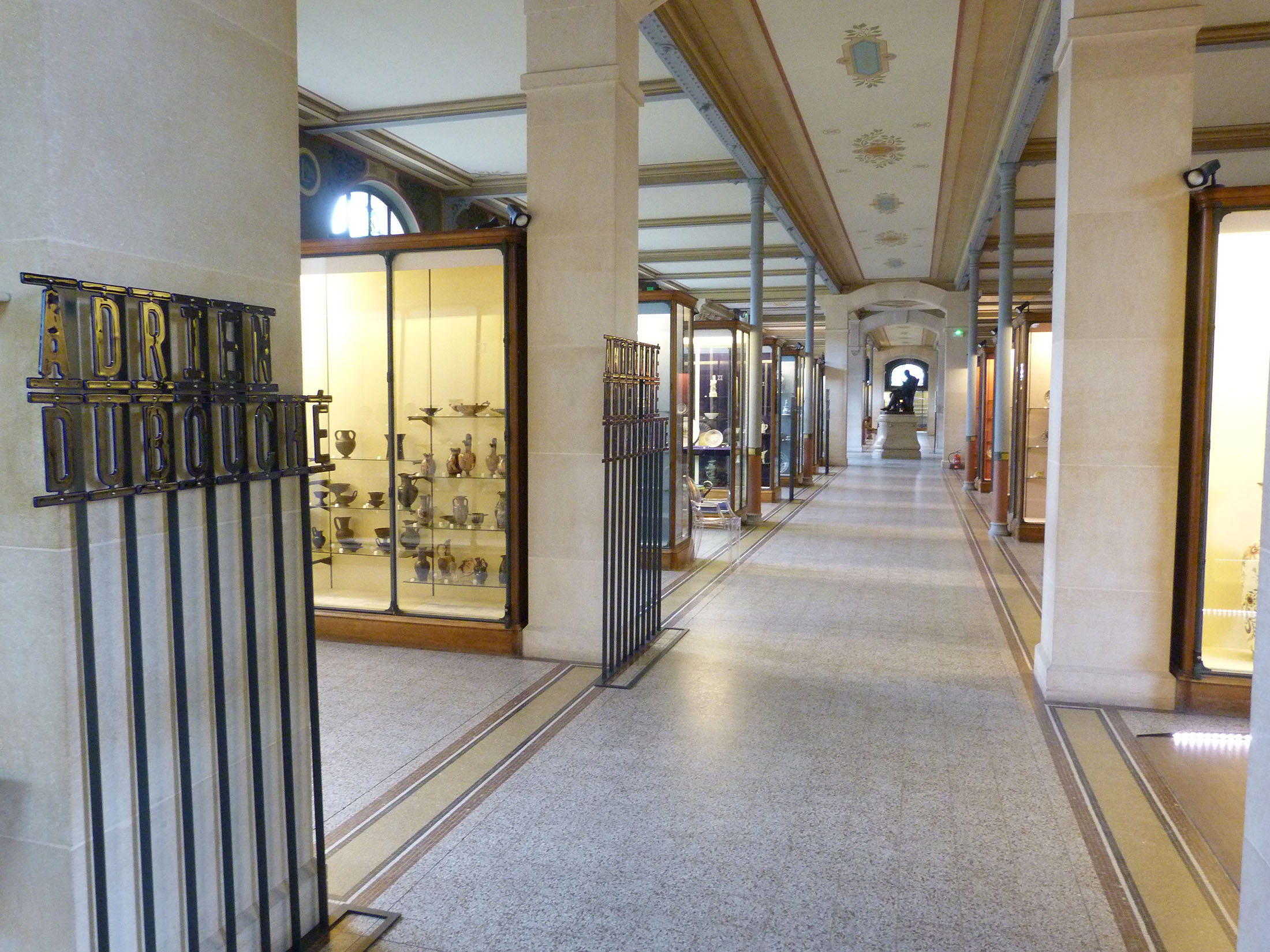
La céramique de l'Antiquité au XVIIIe siècle.
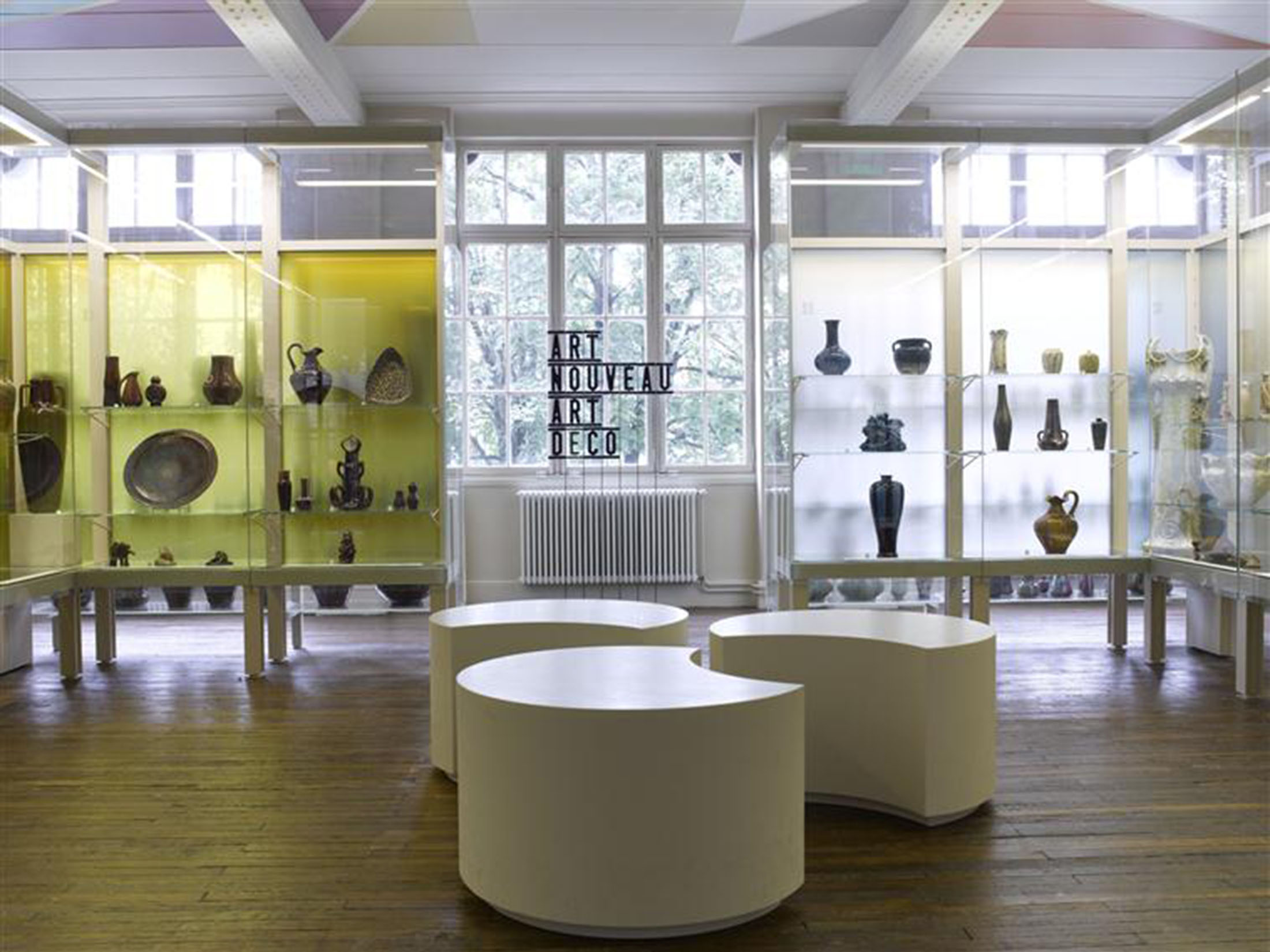
La céramique du XIXe siècle à nos jours.
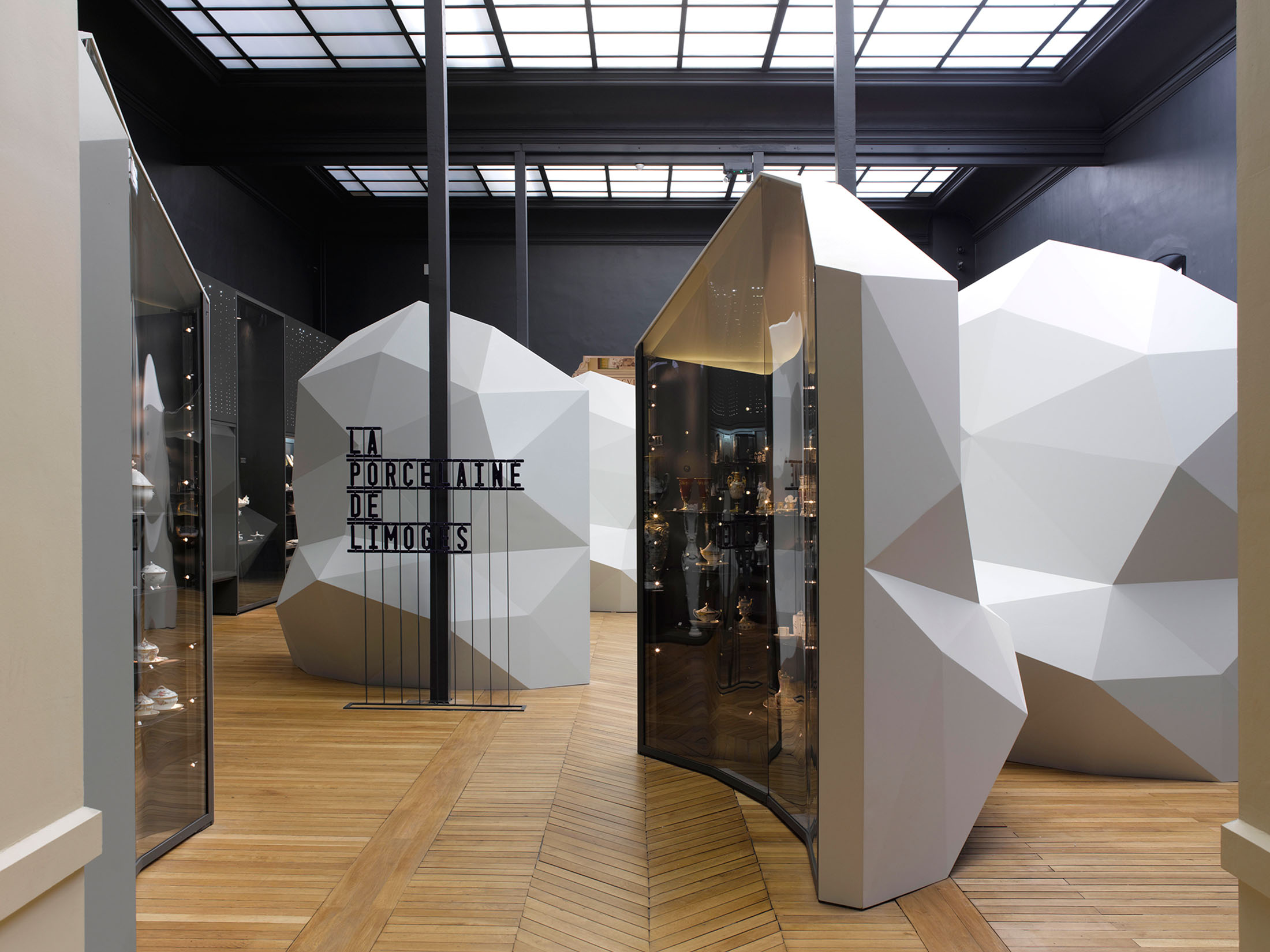
Les salles consacrées à la porcelaine de Limoges.
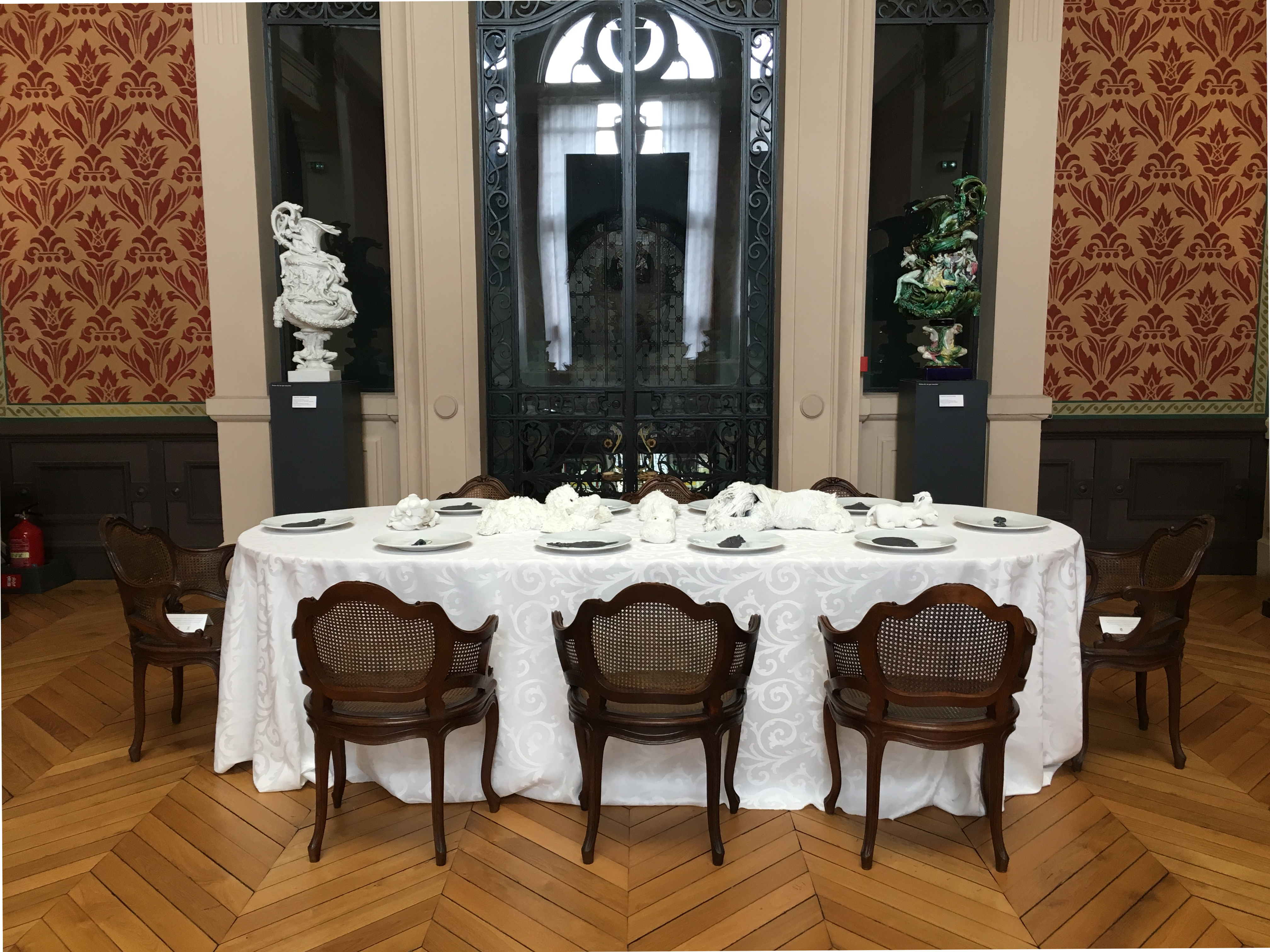
Installation de l'artiste Zhuo Qi, 2016.
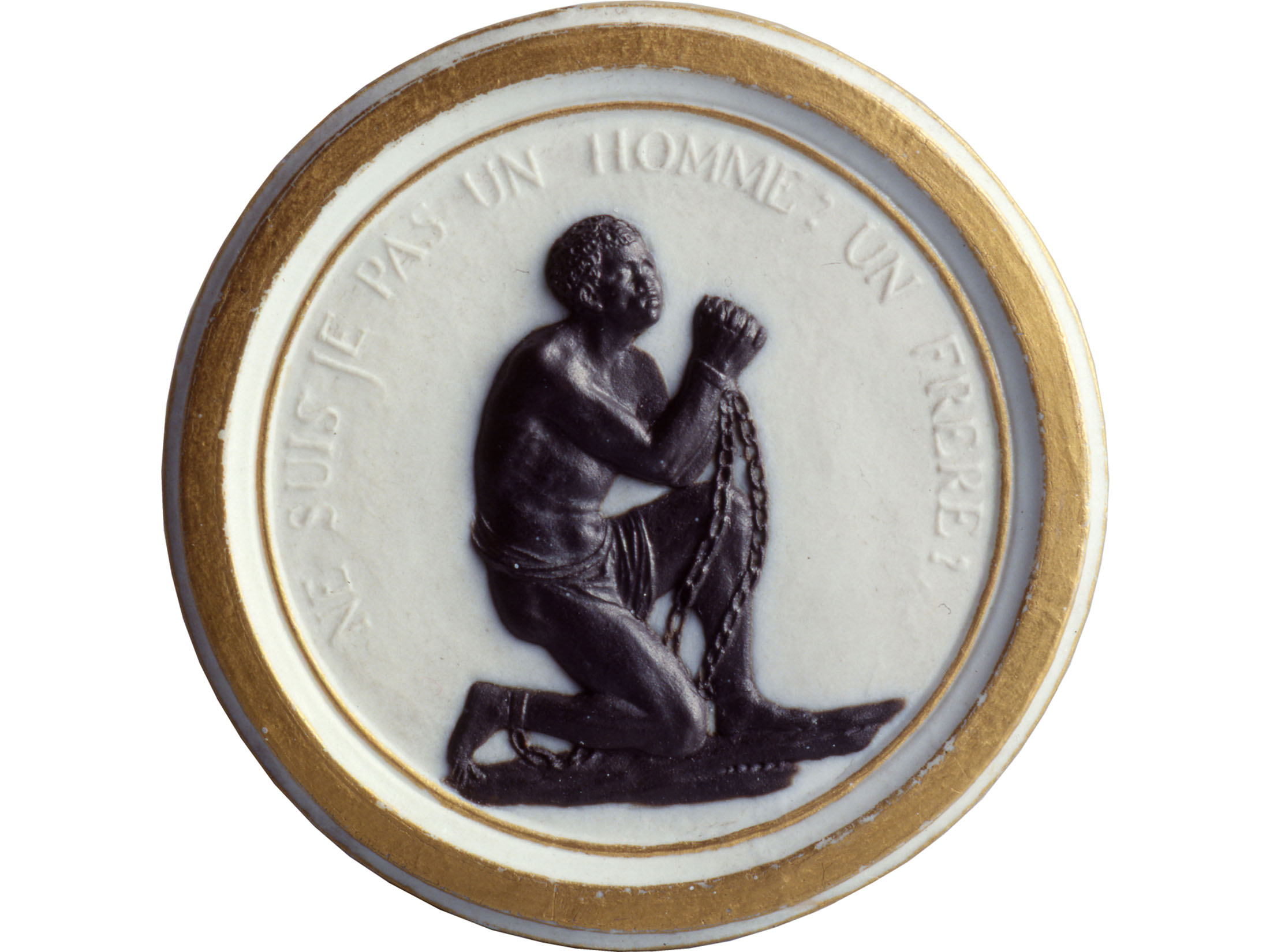
Médaillon Ne suis-je pas un homme, un frère ?, biscuit de porcelaine dure, manufacture royale de Sèvres, 1789.
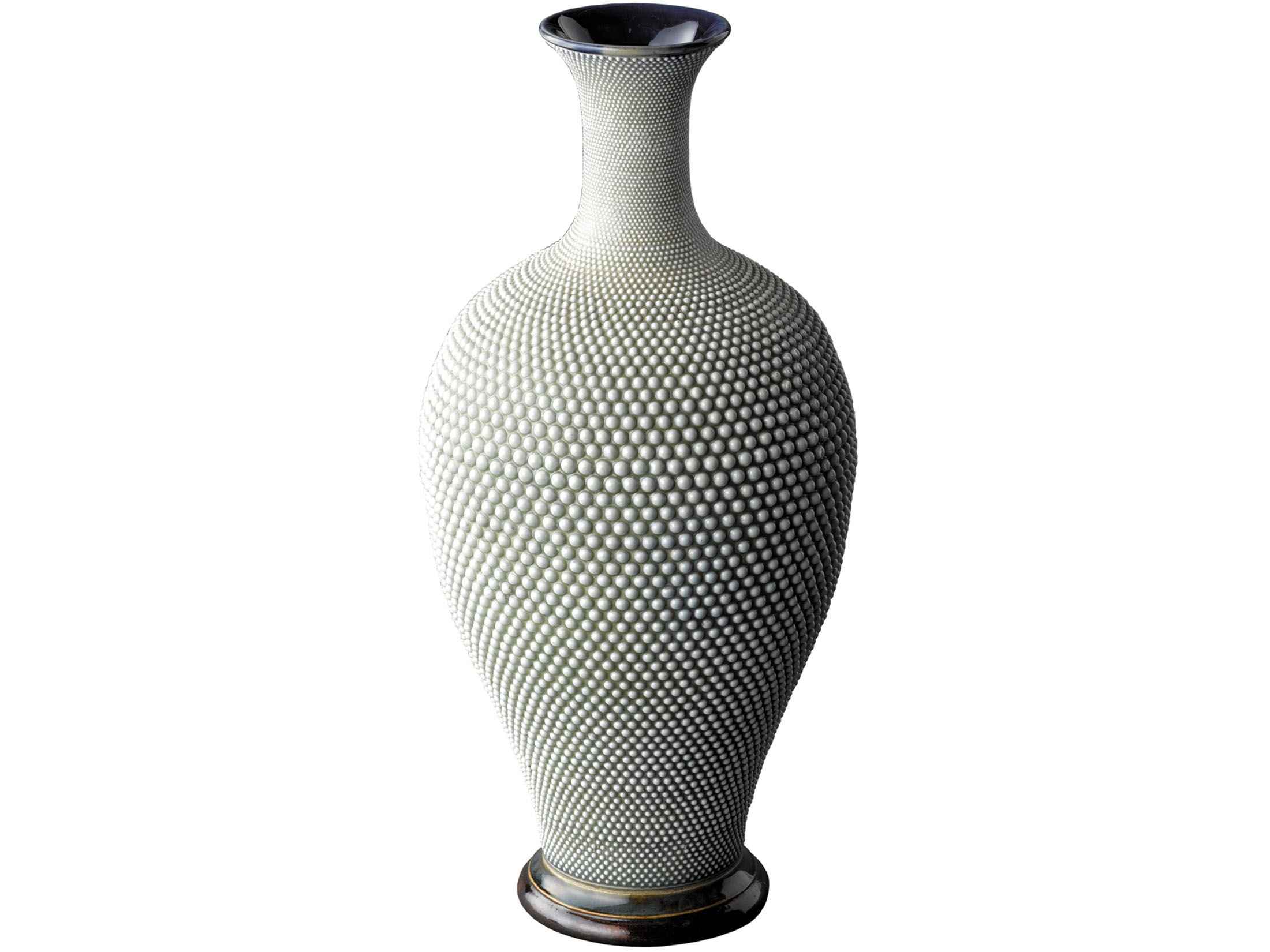
Vase, grès, manufacture Doulton et compagnie, 1878.
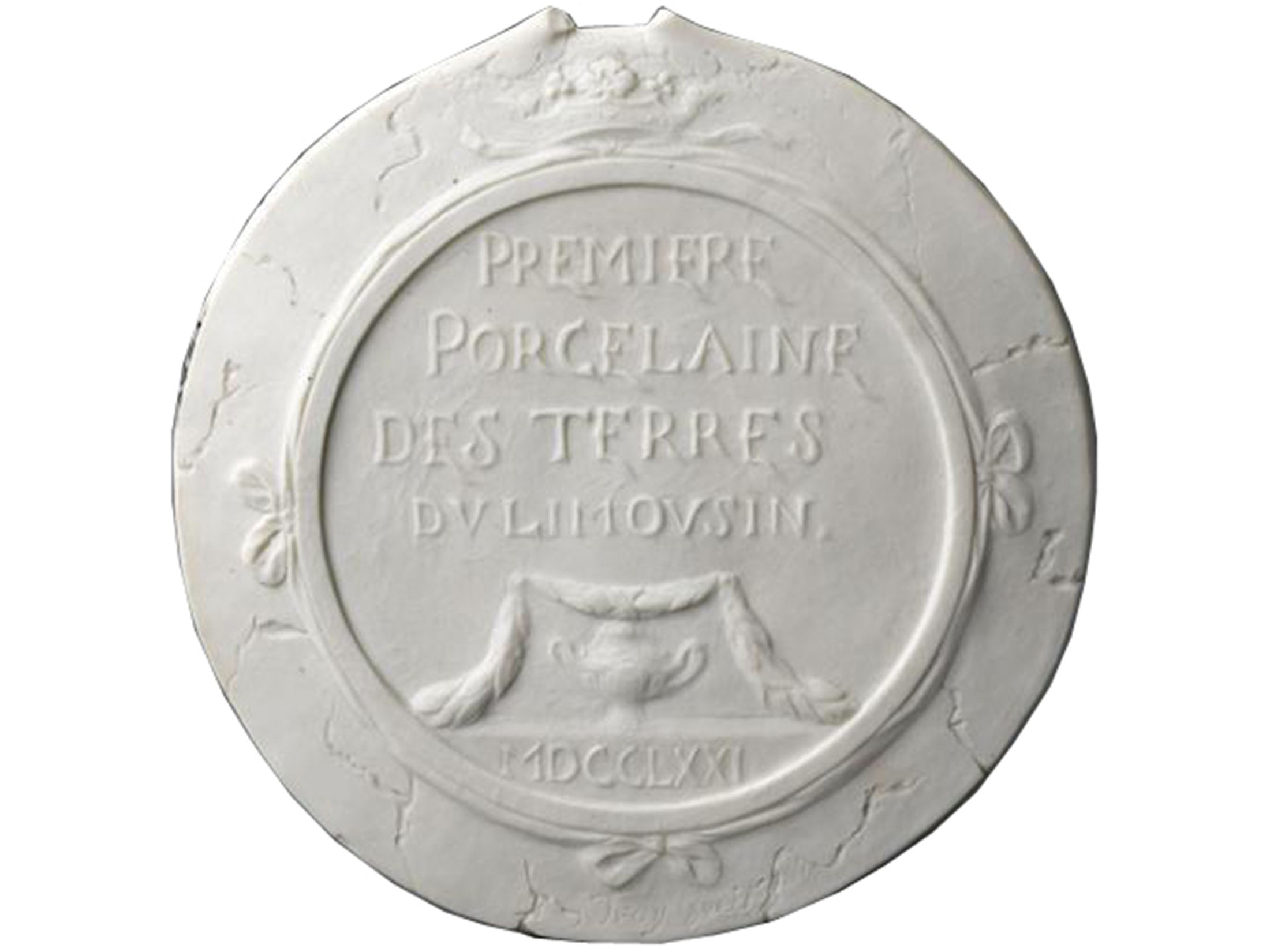
Médaillon Première porcelaine des terres du Limousin, biscuit de porcelaine dure, Limoges, 1771.
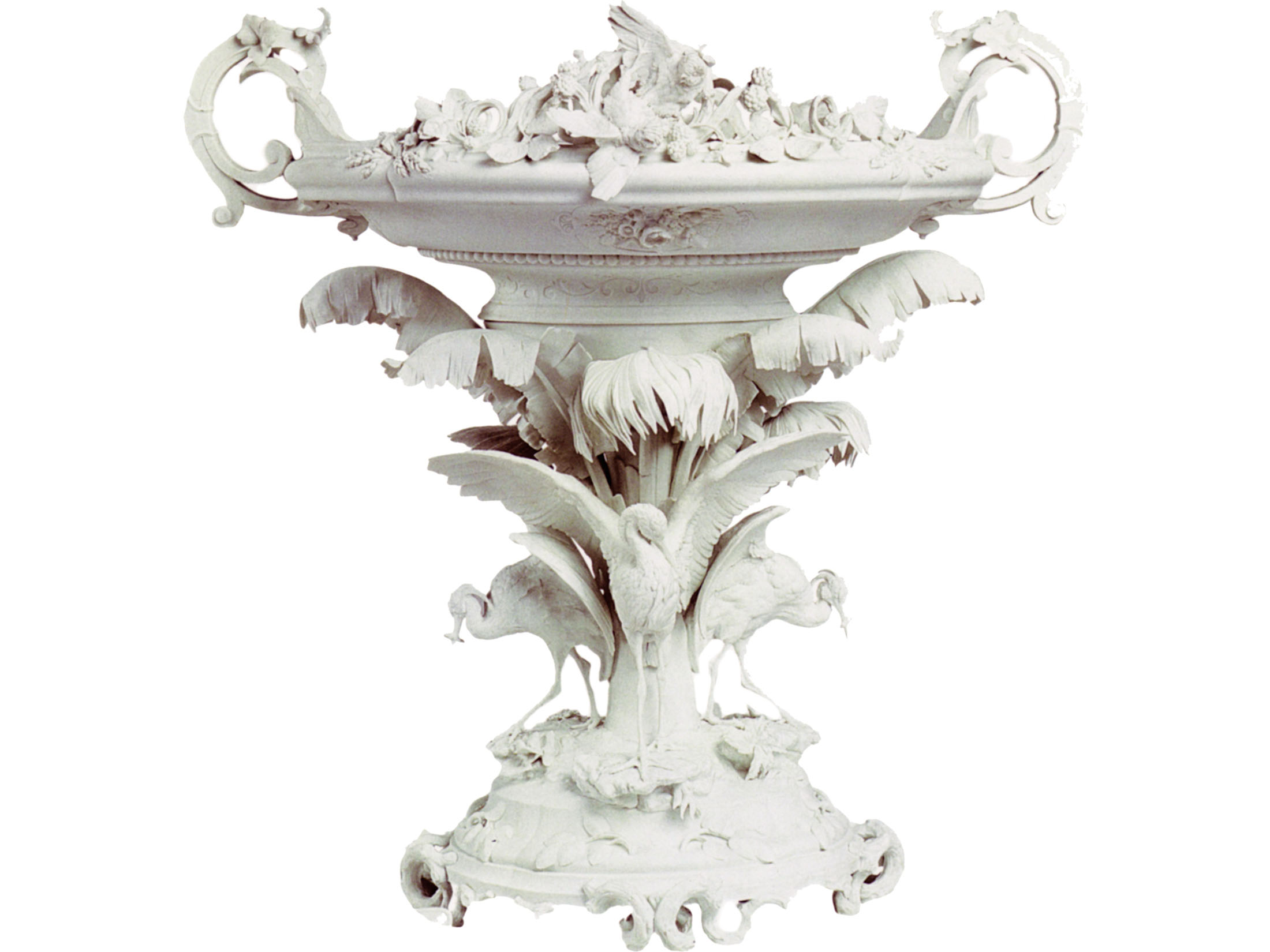
Surtout du service Cérès riche, porcelaine dure, Limoges, manufacture Pouyat, 1855.
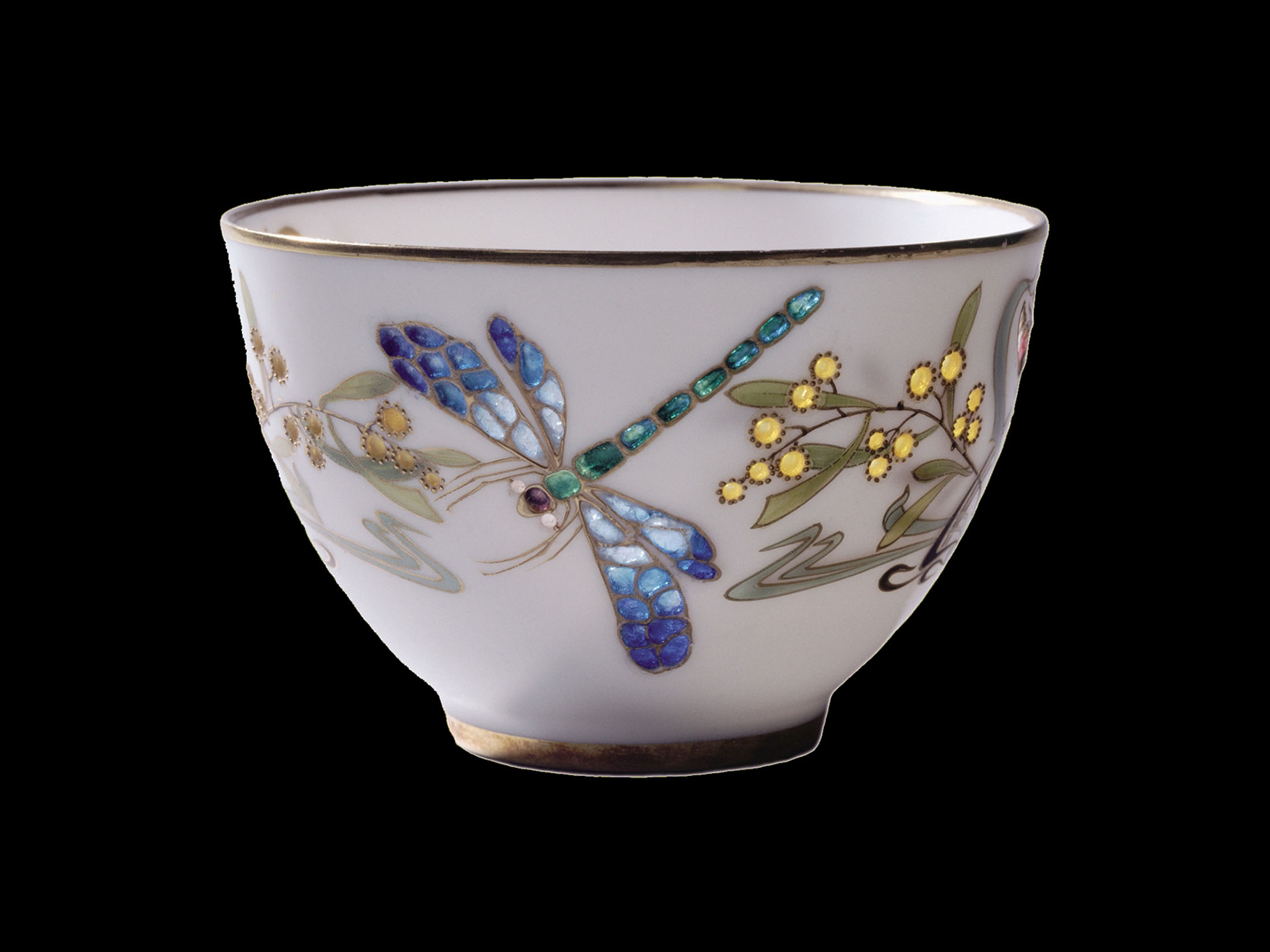
Coupe à la libellule, porcelaine dure et émaux translucides, Limoges, manufacture Pouyat, entre 1902 et 1906.
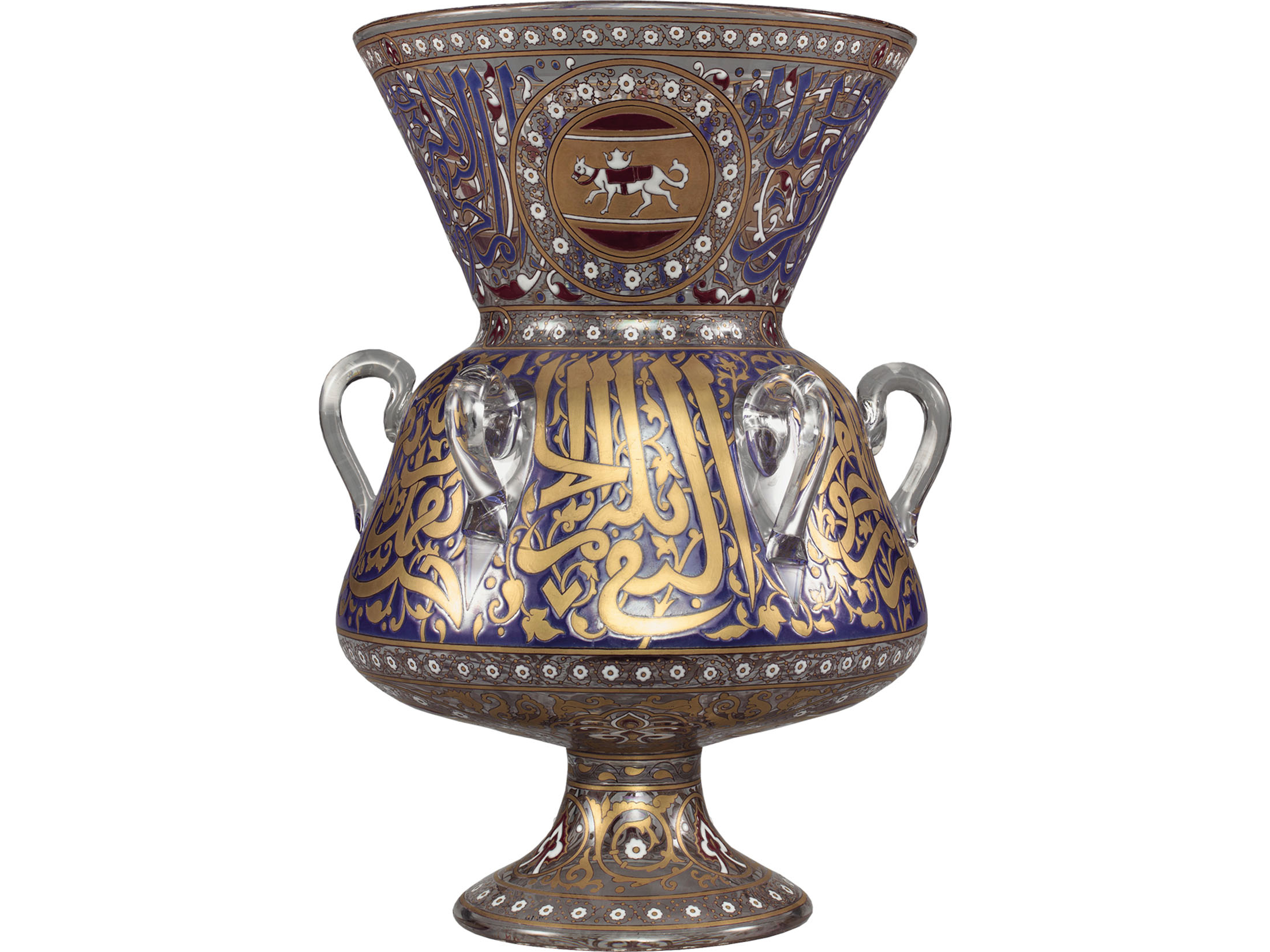
Lampe de mosquée, verre émaillé, manufacture Joseph Brocard, Paris, 1880.
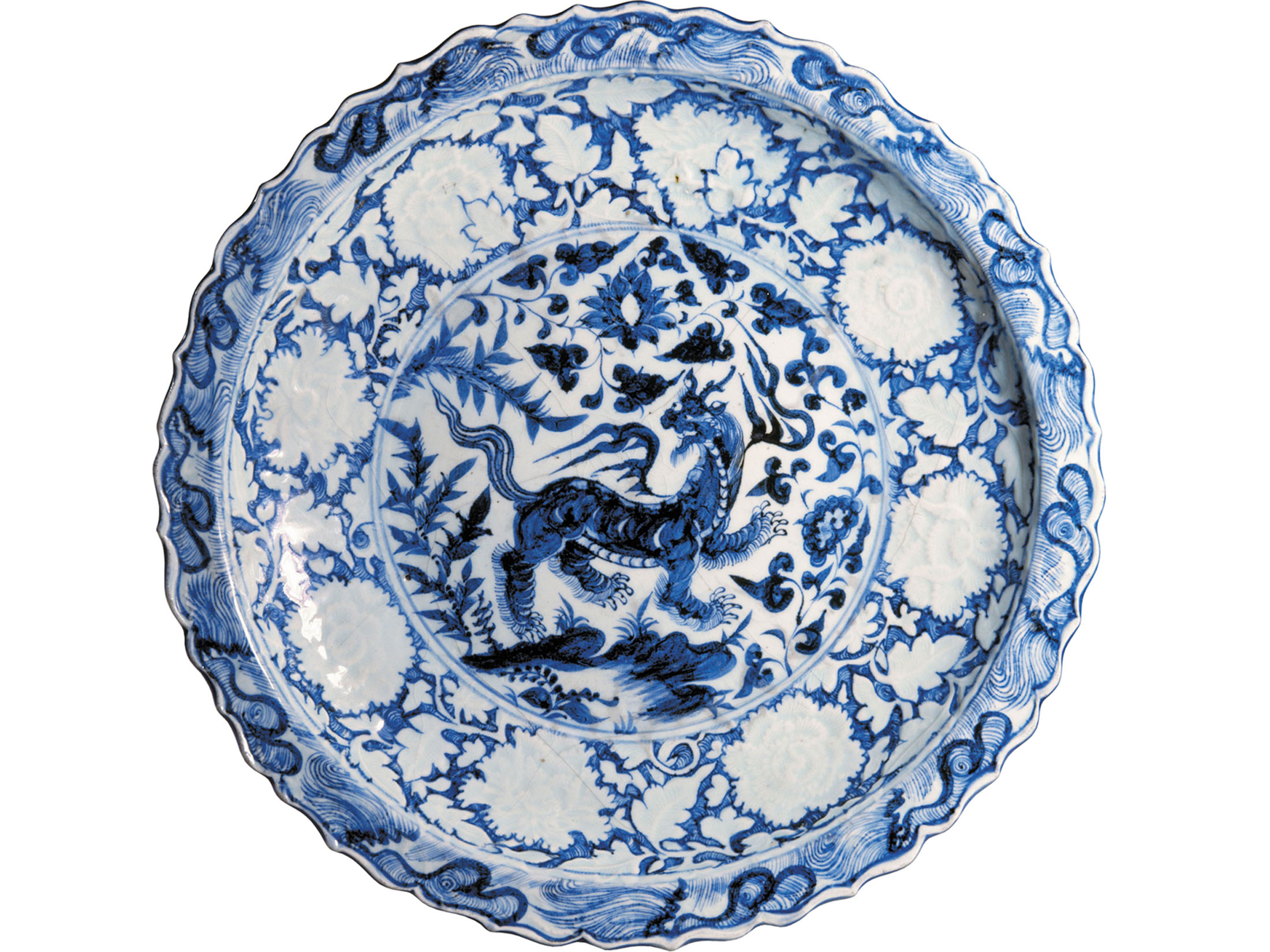
Plat au « baizi », fours de Jingdhezen (Chine), porcelaine dure, milieu du XIVe siècle (dynastie Yuan).
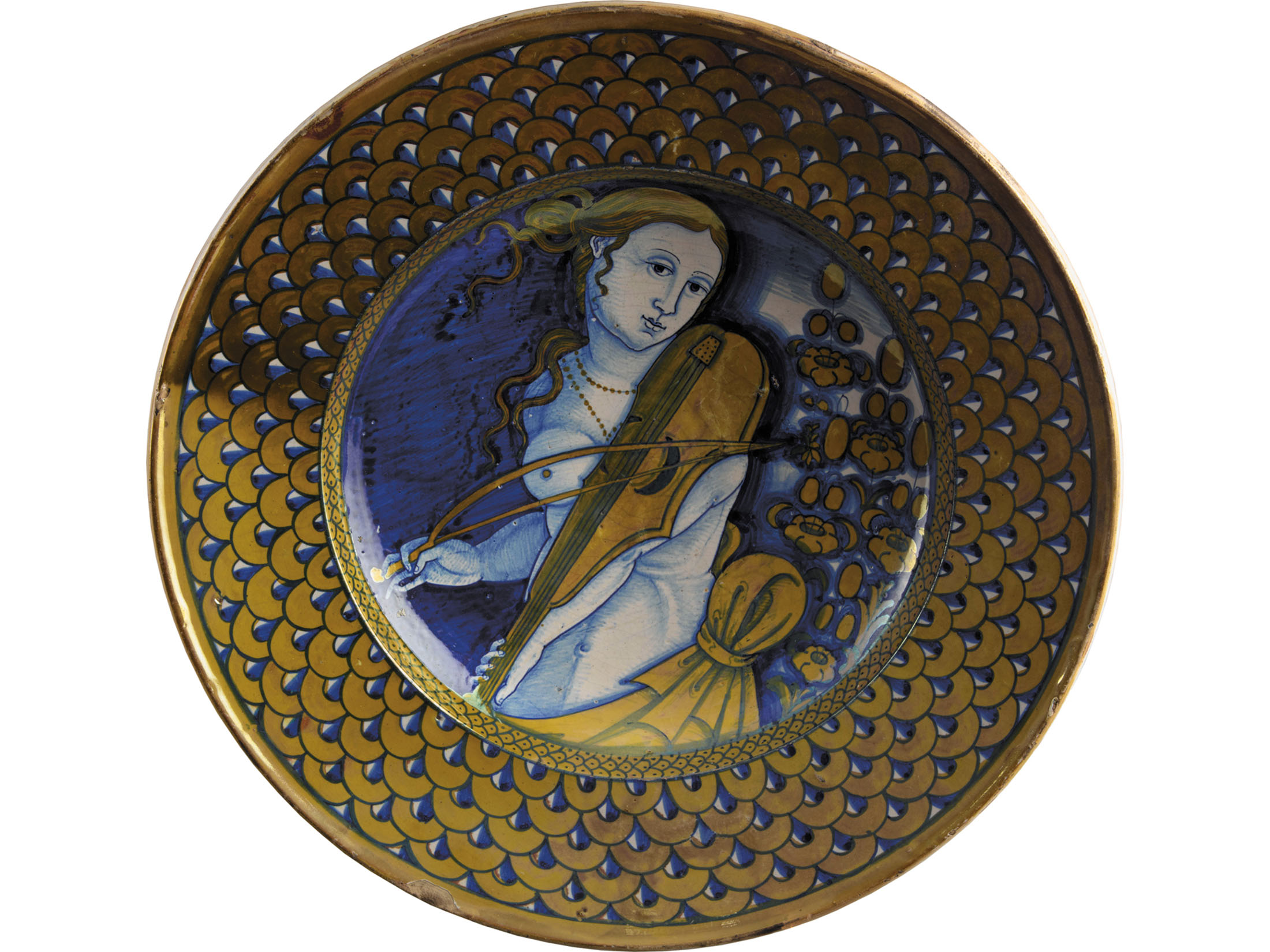
Plat Femme à la viole, faïence et lustre métallique, Deruta (Italie), XVIe siècle (dépôt du musée du Louvre)